# Кызылжар (Ордабасинский район)
Кызылжар (каз. Қызылжар) — село в Ордабасинском районе Туркестанской области Казахстана. Входит в состав Торткольского сельского округа. Код КАТО — 514653500.

## Население
В 1999 году население села составляло 1369 человек (683 мужчины и 686 женщин). По данным переписи 2009 года, в селе проживало 1665 человек (835 мужчин и 830 женщин).